# Torino GS
El Torino GS, también llamado Torino GS 200, es un automóvil de turismo del segmento E que fue producido por el fabricante argentino Industrias Kaiser Argentina (IKA-Renault) entre 1970 y 1976. Este modelo es una versión desarrollada sobre la carrocería cupé del modelo IKA Torino y fue presentado en el año 1970, como reemplazante del Torino 380 W.
Si bien prácticamente se trataba del mismo modelo, ya que estética y mecánicamente el GS y el 380W no diferían demasiado (ambos fueron equipados con el mismo impulsor Tornado Superpower de 230 pulgadas cúbicas, equipados con tres carburadores Weber doble cuerpo de 45 mm de diámetro), el GS se destacó por presentar prestaciones más elevadas que su antecesor, las cuales le permitieron superar los 200 km/h de velocidad máxima. De hecho, la nomenclatura GS 200 hace alusión al término Grand Sport y a la cifra de velocidad máxima estimada por este modelo. Solo algunos modelos de 1972 trajeron la insignia "200" en la tapa de guantera en el tablero.
La producción de este modelo contempló dos etapas, siendo la primera entre 1970 y 1973 en la cual fue producido con el impulsor Tornado Superpower 230 heredado del 380 W, mientras que la segunda fue entre 1973 y 1976 en la cual su mecánica fue completamente renovada, presentando el nuevo motor Torino 233 de 7 bancadas también de 3770 cm³, capaz de desarrollar hasta 215 HP a 4700 rpm.
Tras el cese de la producción del 380 W, el GS heredó el título de la versión más poderosa producida del Torino, teniendo en cuenta su comercialización y producción a la par del Torino TS, modelo de características más económicas y conservadoras que entre otras cosas, difería del GS en el hecho de equipar un único carburador Holley o Carter de doble boca, en contraste con los tres Weber 45 DCOE 17 del GS. 
Finalmente, la producción del Torino GS finalizó en el año 1976 cuando se lo decidió reemplazar por el Torino TSX. Del total de modelos producidos, 369 unidades fueron de la primera generación del GS  equipado con motor Tornado de 4 bancadas, mientras que 231 fueron los que estrenaron el nuevo impulsor Torino de 7 bancadas.

## Historia

### Previa
Tras el éxito obtenido a partir de la producción del modelo cupé del IKA Torino y su desarrollo para competencias de velocidad, IKA-Renault se había propuesto el desarrollo de una versión deportiva del Torino para su comercialización. El resultado de esta idea fue el Torino 380 W, modelo que fue presentado en 1966 y que presentó como novedad un sistema de alimentación compuesto de tres carburadores Weber de 45 mm de diámetro para su motor Tornado Superpower de seis cilindros en línea, 3800 cm3 y 4 bancadas. Si bien, apenas fueron producidas 1241 unidades entre 1966 y 1970, este modelo fue uno de los autos más deseados de la época. Dentro de la gama Torino, el 380 W era la verisón potenciada del Torino 380, automóvil de similares características pero con la salvedad de estar equipado con un único carburador en vez de tres como el 380 W.
Más allá del éxito comercial y deportivo logrado por el 380 W, desde IKA-Renault se planteó la posibilidad de renovar la gama del Torino, con la finalidad de no solo ofrecer al cliente una visión más renovada, sino también la de presentar nuevas tecnologías en el futuro. De esta manera, tras el cese de la producción de la gama 380/ 380 W, comenzó el desarrollo de una nueva generación de vehículos, entre los que se incluía uno con prestaciones de Grand Sport.

### Nace el Torino GS
Tras la finalización de la producción de la gama Coupé 380, IKA-Renault decidió reformular la gama de sus productos Torino al presentar el modelo Torino TS. Este modelo fue inicialmente presentado en versión cupé el 28 de enero de 1970 y recibió importantes cambios y algunas mejoras en sus prestaciones con relación al Torino 380, las cuales por ejemplo lograban elevar en 1971 su potencia a 160 HP a 4500 rpm, frente a los 155 HP a 4500 de su predecesor. Sin embargo, a esta presentación pronto se le agregaron nuevas versiones, siendo presentadas el 04 de febrero de 1970 la versión sedán del TS y una versión de mayor potencia denominada Torino GS.
Si bien no era otra cosa más que una reinterpretación de la versión 380 W, el Torino GS fue presentado como una evolución de dicho modelo, ya que además de mantener la filosofía de equipar su motor Tornado Superpower 230 con tres carburadores Weber 45, recibió una serie de mejoras técnicas que permitieron al modelo nacer con mayor capacidad de generar potencia con relación a su antecesor. Para 1972, las unidades del Torino GS 200 fueron equipadas con un nuevo sistema de árbol de levas con mayor alzada y nuevo cruce. En cuanto al sistema de alimentación, los tres carburadores fueron equipados con nuevos tubos Venturi de 35 mm de diámetro, regulados con distinta calibración, sumado al aumento de la relación de compresión de 7.5:1 a 8:1 que ya había sido implementado en 1971.Estas mejoras permitían que el coche supere ampliamente a su predecesor, logrando desarrollar 215 HP a 4700 rpm frente a los 176 HP a 4500 rpm del 380 W. Así, con este aumento de potencia, el auto superaba de manera holgada la barrera de los 200 km/h (203,389 km/h, dato de revista Corsa de 1972). Por esta razón, esta versión pasó a ser denominada como "GS 200".

### Revolución tecnológica y fin de producción
Si bien, las prestaciones del nuevo Torino GS superaron ampliamente las expectativas de lo producido, el objetivo de IKA Renault fue el de lograr una renovación en cuanto a la faz mecánica ya que el motor Tornado 230 comenzó a quedar desactualizado ante la aparición de recurrentes que entre otras cualidades presentaban impulsores con 7 bancadas para soportar el cigüeñal. Fue así que ante esta situación y con el objetivo de ofrecer más, el 07 de junio de 1973 fue presentada la versión mejorada del Torino TS, que a partir de esa fecha pasaba a equipar la evolución del motor Tornado, bautizada como Torino 233. Este nuevo motor que además de ofrecer la novedad de equipar 3 bancadas más, cambiaba la tapa de cilindros y multiple de admisión entre muchas otras cosas más, y ofreciendo una potencia máxima de 180 HP a 4700 rpm. 
Si bien con el nuevo impulsor se logró aumentar las prestaciones del Torino TS, se buscó repetir la fórmula equipando nuevamente 3 carburadores. De esta forma, el 03 de julio de 1973 vio la luz la segunda generación del Torino GS, el cual repitió la fórmula de poder de sus antecesores pero en esta oportunidad, equipando el nuevo impulsor Torino 233. Sin embargo, a pesar de las especificaciones del nuevo impulsor y de volver a equipar sus tres carburadores como sistema de alimentación, sus prestaciones fueron muy similares a la del GS 200, alcanzando los 215 HP a 4700 rpm.
Más allá de los resultados obtenidos, la situación generada a raíz del aumento de los precios del petróleo en esos años (como consecuencia directa de la crisis energética de petróleo mundial) y los altos consumos registrados principalmente por la versión GS a causa de sus tres carburadores, obligó a la ahora Renault Argentina S.A. a replantearse la estrategia de producción, dando por finalizada la producción  del Torino GS y su consecuente reemplazo por el Torino TSX. Este modelo ofreció una versión mejorada del motor Torino 233 y a pesar de ofrecer un sistema de alimentación similar al del TS con el que coexistio, pero que entregaba 200HP a 4500 rpm y alcanzando también una velocidad máxima de 200 km/h. El Torino GS fue retirado del mercado como el último modelo producido y equipado de serie con tres carburadores. En total fueron producidas 600 unidades, de las cuales 369 corresponden a las versiones GS y GS 200 equipadas con impulsor Tornado, mientras que 231 corresponden al GS con motor Torino 233.

## Fichas técnicas
| Modelos           | Torino GS                                                 | Torino GS 200                                             | Torino GS (7 bancadas)                                    |
| ----------------- | --------------------------------------------------------- | --------------------------------------------------------- | --------------------------------------------------------- |
| Valores           |                                                           |                                                           |                                                           |
| Período           | 1970-1971                                                 | 1972-1973                                                 | 1973-1976                                                 |
| Carrocería        | Coupé autoportante 2 puertas hardtop                      | Coupé autoportante 2 puertas hardtop                      | Coupé autoportante 2 puertas hardtop                      |
| Motorización      | Tornado Superpower 230 4 bancadas                         | Tornado Superpower 230 4 bancadas                         | Torino 233 7 bancadas                                     |
| Tipo de motor     | Motor SOHC de 6 cilindros en línea                        | Motor SOHC de 6 cilindros en línea                        | Motor SOHC de 6 cilindros en línea                        |
| Alimentación      | 3 Carburadores Weber 45 DCOE-17                           | 3 Carburadores Weber 45 DCOE-17                           | 3 Carburadores Weber 45 DCOE-17                           |
| Combustible       | Nafta Súper                                               | Nafta Súper                                               | Nafta Súper                                               |
| Cilindrada        | 3770 cm³                                                  | 3770 cm³                                                  | 3770 cm³                                                  |
| Tracción          | Trasera                                                   | Trasera                                                   | Trasera                                                   |
| Potencia          | 176 HP a 4500 rpm (1970) 185 HP (1971)                    | 215 HP a 4700 rpm (1972-1973)                             | 215 HP a 4700 rpm (1973-1976)                             |
| Par Motor         | 33 mkg a 3500 rpm (1970); 34 mkg a 3500 rpm (1971 - 1976) | 33 mkg a 3500 rpm (1970); 34 mkg a 3500 rpm (1971 - 1976) | 33 mkg a 3500 rpm (1970); 34 mkg a 3500 rpm (1971 - 1976) |
| Rel. Compresión   | 7,5:1 (1970)                                              | 8:1 (1971-1976)                                           | 8:1 (1971-1976)                                           |
| Transmisión       | Caja manual ZF de 4 velocidades y M.A.                    | Caja manual ZF de 4 velocidades y M.A.                    | Caja manual ZF de 4 velocidades y M.A.                    |
| Peso en Vacío     | 1497 a 1467 kg según el año.                              | 1497 a 1467 kg según el año.                              | 1497 a 1467 kg según el año.                              |
| Largo             | 4723 mm                                                   | 4723 mm                                                   | 4723 mm                                                   |
| Ancho             | 1778 mm                                                   | 1778 mm                                                   | 1778 mm                                                   |
| Alto              | 1410 mm                                                   | 1410 mm                                                   | 1410 mm                                                   |
| Batalla           | 2723 mm                                                   | 2723 mm                                                   | 2723 mm                                                   |
| Trocha Delantera  | 1440 mm                                                   | 1440 mm                                                   | 1440 mm                                                   |
| Trocha Trasera    | 1432 mm                                                   | 1432 mm                                                   | 1432 mm                                                   |
| Frenos Delanteros | Discos sólidos (1970-1971); ventilados (1972 -1976)       | Discos sólidos (1970-1971); ventilados (1972 -1976)       | Discos sólidos (1970-1971); ventilados (1972 -1976)       |
| Frenos Traseros   | Tambor                                                    | Tambor                                                    | Tambor                                                    |